# Чургулды
Чургулды (баш. Сорғолдо) — село в Татышлинском районе Башкортостана, входит в состав Акбулатовского сельсовета.

## Географическое положение
Расстояние до:
- районного центра (Верхние Татышлы): 55 км,
- центра сельсовета (Староакбулатово): 5 км,
- ближайшей ж/д станции (Куеда): 65 км, Янаул: 65 км.

## Население
| 2002 | 2009 | 2010 |
| ---- | ---- | ---- |
| 484  | ↗495 | ↘488 |

Национальный состав
Согласно переписи 2002 года, преобладающая национальность — башкиры (96 %).

## Религия
В селе есть мечеть.

## Известные жители
- Бадрутдинов, Минулла Бадрутдинович  (1901 — 29 сентября 1943) — участник Гражданской и Великой Отечественной войн, Герой Советского Союза (1944)[5][6].
- Саитов, Габдулхай Саитович (3 апреля 1924 — 27 июля 2000) — помощник командира взвода 988-го стрелкового полка (230-я стрелковая дивизия, 5-я ударная армия, 1-й Белорусский фронт) сержант, Герой Советского Союза (1945)[7][8].